# Transports au Tchad
 (juillet 2024).
Si vous disposez d'ouvrages ou d'articles de référence ou si vous connaissez des sites web de qualité traitant du thème abordé ici, merci de compléter l'article en donnant les références utiles à sa vérifiabilité et en les liant à la section « Notes et références ».

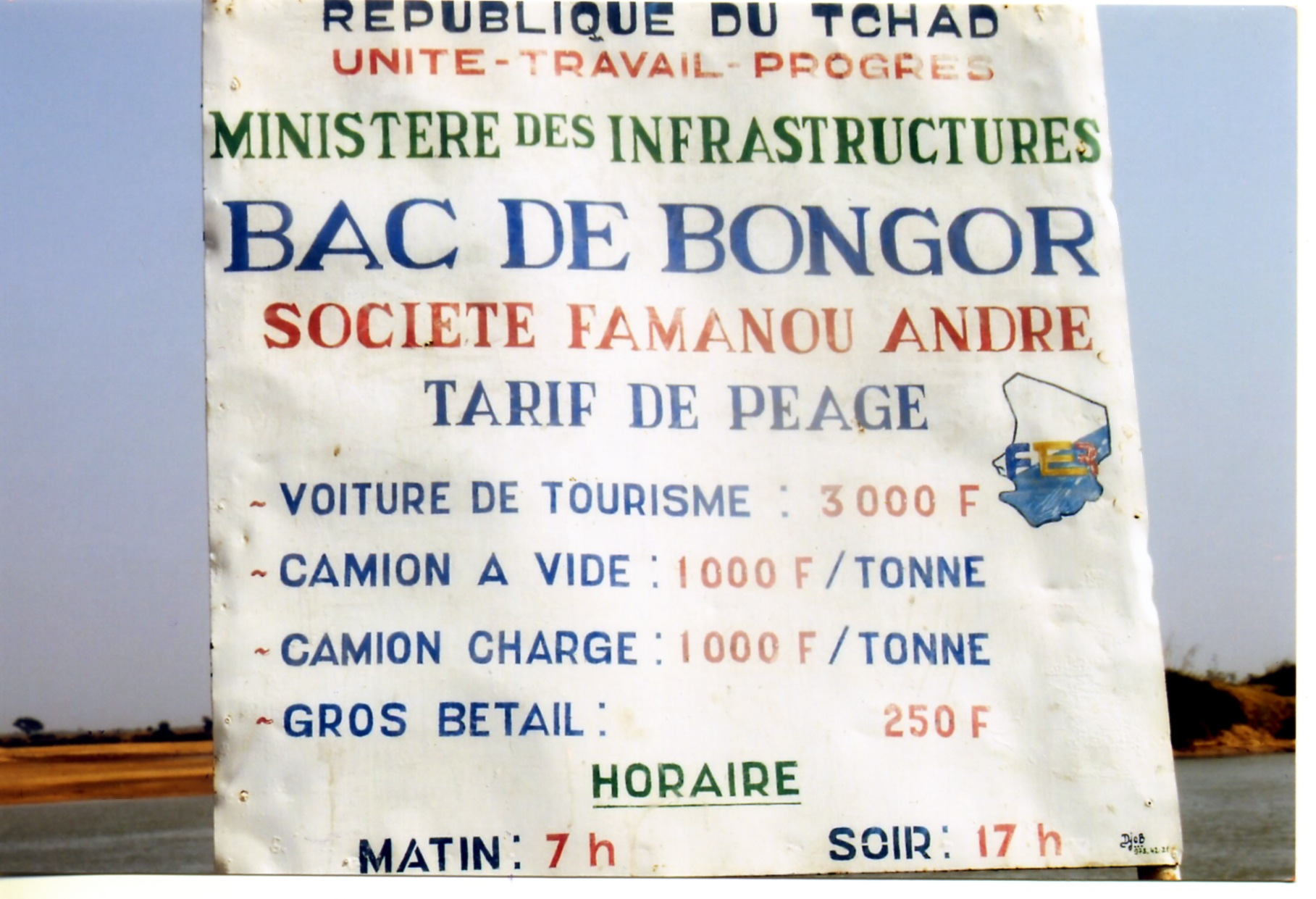
Les tarifs du Bac de Bongor

Cet article présente diverses statistiques et informations sur les infrastructures de transport du Tchad.

## Transport routier

### Réseau routier
Trois axes routiers transafricains traversent le Tchad:
1. Transafricaine 3, Tripoli - Le Cap (Afrique du Sud) —
2. Route trans-sahélienne, Dakar (Sénégal) - N'Djaména —
3. Transafricaine 6 (en), N'Djaména - Djibouti —

Le réseau routier comporte 40.000 km de route dont 25.000 km de routes d‟intérêt national ou régional et 15.000 km de routes d'intérêt local.

## Transport fluvial
Le réseau fluvial est tributaire des saisons. Il comprend le Chari (1.200 km) tributaire du Lac Tchad et son affluent le Logone (1.000 km). Ce dernier est seulement navigable 2 mois par an alors que le Chari est navigable de façon quasi-permanente en aval de N'Djaména, et 4 mois par an de Sarh à N'Djaména.

## Transport par conduites
Oléoduc (pétrole brut) :  1 070 km (de Doba à Kribi)[réf. nécessaire]

## Transport aérien

### Aéroports
Le Tchad compte un réseau dense de 52 aéroports nationaux ouverts à la circulation aérienne publique comprenant 5 aéroports principaux dont l'Aéroport international N’Djamena / Hassan Djamous et 47 aéroports secondaires dont 15 équipés du système d‟information de vol AFIS (Aerodrome Flight Information Service). Il y a aussi 16 aérodromes privés12, ce qui porte à un total de 68 aérodromes pour le système aéroportuaire tchadien.

## Transport dans les villes
Il existe quatre modes de transports en commun dans les villes du Tchad :
- les taxis, fonctionnant en mode ramassage ou course, et parfois en ligne ;
- les minibus, qui assurent une desserte plutôt lointaine et en lignes ;
- les motos taxis ou clandos ;
- les tricycles ou « Rackshas » dans certaines villes secondaires[1].

Cependant, sur le plan légal :
- seuls les taxis et les minibus sont autorisés dans le périmètre de N‟Djamena ;
- le transport urbain par tricycle dans les villes secondaires n‟est autorisé que depuis août 2009 (arrêté n°020/MIT/SE/SG/DGTS/DITS/09)[1].